# SVシュトラーレン
シュポルトフェアアイン19シュトラーレンe.V.（ドイツ語: Sportverein 19 Straelen e.V.）はドイツ・ノルトライン＝ヴェストファーレン州シュトラーレンを本拠地とする総合スポーツクラブ。サッカー部門が特に知られている。

## 歴史
1919年に設立された。長い間、州リーグ未満のリーグに所属していたが、1996年にオーバーリーガ・ノルトラインに昇格した。降格圏に沈んだが、KFCユルディンゲン05が財務上の問題で降格したために残留と相成った。その後1999年にDFBポカール出場を果たしたが、2001年に降格した。
2006年に再び4部に復帰したが、2008年に降格した。この時に6部に所属していたセカンドチームは優勝したため、トップチームとセカンドチームが5部で同居するという奇妙な2008-09シーズンを過ごした。

## 本拠地
本拠地はシュポルトプラッツ・レメルシュトラッセで、収容人数2300人である。

## タイトル
- オーバーリーガ・ニーダーライン(5部): 2017-18, 2019-20
- フェアバンズリーガ・ニーダーライン(5部): 1995-96, 2005-06
- ランデスリーガ・ニーダーライン(5部): 1982-83, 1993-94
- フェアバンズリーガ・ポカール: 2022

## 歴代所属選手
- ルディ・イステニッチ 1993-1995
- 小田垣旋 2018-2020
- 柳知廈 2021-2022
- 宮本駿晃 2021-